# Нарния (мир)
Нарния — класс миров в стиле фэнтези, созданный англо-ирландским автором Клайвом Стейплзом Льюисом, являющийся местом действия в большинстве книг серии Хроники Нарнии, эпопеи из семи книг. Также страна в этом мире, имеющая определяющее значение в космогонии и имеющая особое сакральное значение.
В Нарнии многие животные могут говорить, живут мифические создания и магия является свойством многих существ. Серия показывает историю Нарнии от её сотворения до конца. Среди главных героев — люди (как правило, дети).

## Религия
Нарния (нарнийский мир) создана Асланом, Великим Львом — Богом, который является создателем всего мироздания. Почитание Аслана является истинной религией, которую исповедуют нарнийцы, отступление от которой ведёт к различным пагубным последствиям.
В различные времена на территории Нарнии или вблизи неё действовали Колдуньи, которые отвергали почитание Аслана, и преследовали за веру в Аслана или её утверждение. Нечисть Нарнии, существовавшая в разные периоды её развития, отдалена от Аслана и противится ему.
На юге нарнийского мира, в Тархистане, существует отвратительный по нарнийским представлениям культ Таш — богини, которая требует человеческих жертв. Её главный храм находится в Ташбаане. В храме выставлена статуя Таш, сделанная из камня и покрытая золотом, с алмазами, вставленными в глазницы. У неё туловище человека, голова хищной птицы и четыре руки. Пальцы заканчиваются когтями, напоминающими птичьи клювы. Среди почитателей Таш существует поверье, что взглянувший в лицо Таш немедленно умирает. При этом считается, что в такой смерти и заключена цель жизни любого верующего.
Сам Аслан замечает, что Таш является его религиозным антиподом. Если Аслан символизирует Жизнь, Свет, Радость, Правду, то Таш — это Смерть, Тьма, Горе, Ложь. Более того, человек, поклявшийся именем Таш и сдержавший клятву, на самом деле служит Аслану. И наоборот, призвавший Аслана лжец на самом деле служит Таш.
Также в Тархистане известно почитание Зардинах — владычицы мрака и девства, которой приносили жертву девушки, которые собирались выйти замуж.
Помимо Аслана упомянут его Отец — Император-за-морем.
В разные периоды своего развития в Нарнийском мире появлялись всплески атеизма. Например, у гномов в Нарнии подобная тенденция (атеизма или религиозной индифферентности) наблюдалась несколько раз достаточно явно, или как отрицание всякой веры или как готовность использовать ради достижения цели чего угодно. Также атеизм мог быть свойственен некоторым знатным тархистанцам, во всяком случае, такое явление зафиксировано в поздний период. Неизвестно, была ли религия у тельмаринов, но скорее всего они игнорировали культ Аслана, но были подвержены суевериям-вере в призраков южных лесов и т. д. Более-менее «атеистично» могли быть настроены некоторые представители знати, но не большинство тельмаринов. Простые солдаты, увидев ожившие деревья и Аслана, впали в ступор и сдались, при том что жители Старой Нарнии, включая великанов, серьёзного страха под руководством сильного лидера, вроде Мираза, не внушали. Подтверждение — победы тельмаринов, начиная со времён Каспиана Завоевателя. Даже страх перед морем и лесами не мешал тельмаринам держать гарнизоны вдоль побережья (один из таких и перехватил Трама) и при нужде воевать в лесах, причём успешнее, чем сами нарнийцы. С этим столкнулся Каспиан, когда Мираз выследил нарнийское войско и нанес укрепившимся в Кургане Аслана нарнийцам ряд поражений. Лишь внезапная гибель короля и появление ходячих деревьев, Аслана и исчезновение моста деморализовало тельмарских солдат, позволив малочисленным старым нарнийцам взять их в плен. Кроме того, деморализации тельмаринцев сильно поспособствовали сам факт проигрыша в поединке их короля, по тельмарским обычаям означавший поражение армии и отсутствие способного возглавить их полководца (Глозель и Соспесиан вместо командования ввязались в рукопашную с нарнийцами).

## География
Нарния — это и весь созданный вторичный мир, и страна, как очевидно, в его центре. На территории этой страны впервые в этом мире появилась жизнь. Все остальные территории были населены выходцами из Нарнии и/или пришельцами с Земли, а также, возможно, иных миров.

### Нарния
Название «Нарния» связано не только с нарнийским миром, но особенно со страной Нарния внутри этого мира, которую Творец — Аслан — наполнил говорящими животными и мифическими существами. Нарния — страна гор, равнин и холмов, достаточная часть страны покрыта лесом. На востоке страну ограничивает Восточное Море, на западе — огромные горы, на севере — река Шриббл, на северо-северо-западе находятся равнины и те же горы, и на юге — иные горы, отделяющие Нарнию от Орландии.
Королями Нарнии могут быть только люди (или существа, имеющие доминирующую человеческую кровь) — «дети Адама и Евы».
Человеческое население европеоидного (англосаксонского) типа. Роды первоначальной королевской династии и аристократии смешивались с наядами и дриадами, лесными и речными богами.

#### Замки, города и поселения
Резиденция Королей — замок Кэр-Параваль, в устье Великой Реки. Известны замок Мираза, расположенный «в самом сердце страны», и замок Белой Колдуньи, расположенный севернее Фонарного столба, между двумя невысокими холмами. Города на реке — Беруна, Бобровая Плотина и Чиппингфорд (поздний период Нарнии).

### Орландия (др. перевод Арченланд)
Орландия — горная страна на юге от Нарнии. На севере ограничена горами, во многом из которых и состоит территория Орландии, а на юге — рекой Орлянка. Резиденция короля — в замке Анвард, в сердце страны. Другие города или поселения в Орландии не упоминаются, хотя вероятно есть некий порт — принца Кора протархистански настроенные вельможи похищают на корабле, на корабле же преследует их король Лум. Орландия во всех текстах Хроник на была союзницей Нарнии и постоянно сохраняла независимость — ни Белая Колдунья, ни Тархистан, ни Тельмар её не захватывали (за исключением неудачной попытки захвата тархистанскими войсками под командованием принца Рабадаша, описанной в книге «Конь и его мальчик»). Даже в момент оккупации Нарнии тархистанцами перед гибелью мира она была независимой и король Тириан надеялся на помощь Орландии в организации партизанской войны.
Начало Орландии дано переселенцами из Нарнии, о каких-либо внешних вторжениях в антропологический или национальный облик орландцев неизвестно.
Первым королём Орландии был младший сын одного из нарнийских королей, династия не прерывалась и не менялась. Попыток восстановить гегемонию династии в Нарнии орландцы из-за небольших вооружённых сил не предпринимали. В стране развит институт рыцарства.

### Тархистан
Тархистан (англ. Calormen, от лат. calor «жара») — это империя на юге нарнийского мира. На большей части страны жаркий климат. Великая Пустыня находится на севере страны и является естественным барьером, в течение веков защищавшим Орландию и Нарнию от могущественных тархистанцев.
Культурный центр Тархистана — река, которая течёт с запада на восток вдоль южного края Великой Пустыни. Столица — Ташбаан — расположена на острове в середине течения реки. Важнейшие провинциальные центры связаны дорогами и регулярной курьерской связью. Официальный культ — поклонение богине Таш (от которой ведёт род Тисрок и знатнейшие тарханы), и ряду менее значимых божеств. На западе и юге ведутся войны с мятежниками и независимыми странами, о которых в Хрониках упомянуто косвенно — орландские и нарнийские купцы и послы бывали обычно в Ташбаане и на севере страны и мало интересовались такими делами.
Основан группой беглых преступников, пришедших из Орландии и, вероятно, затем также заселен переселенцами с Земли ирано-афганского и/или семито-аравийского (арабид) антротипа (или иных близких типов). Сильная армия (не только латная конница но и колесницы, армия такая крупная что отряд в тысячу копий считается небольшим), развито судоходство и военно-морской флот. Развита государственная почта, разветвленный чиновничий аппарат. Сильны позиции феодальной аристократии — тарханов, однако правитель — Тисрок, является абсолютным монархом. Развито рабовладение. Тархистан — крупнейший покупатель рабов, однако основные производительные силы — свободные общинники.

### Тельмар
Территория к северо-западу от Нарнии. В 300-м году освоена Тархистаном. В 460-м земли захватывают пираты, попавшие на Земле на необитаемый остров и обнаружившие проход между мирами. В 1998 году от сотворения Нарнии из-за страшного голода Тельмар развязывает войну и совершает завоевание Нарнийского королевства, пребывавшего в смуте. Это произошло примерно через девятьсот лет после исчезновения Певенси. Корнелиус упоминает некую Великую Битву, в которой решился исход войны, а часть гномов, сбежав с поля боя, мимикрировали под людей. Тельмаринские короли начинают новую династию нарнийских королей. Среди тельмаринцев сильны позиции могущественных лордов, с которыми приходится считаться даже королю. Развиты феодальные отношения, однако власть короля сильна, но не так как в Тархистане, связана традицией и лордами. Тельмарины имеют сильную армию, упомянуты частые войны с великанами (в частности Мираз отправил на войну с великанами Этинсмура нелояльный аристократический дом Пассаридов). Развито начальное образование, есть зачатки наук и даже ученые-книжники и маги.
Начиная со времен короля Гейла, правившего еще до Белой Колдуньи, Одинокие Острова являлись владением королей Нарнии, но из-за отсутствия флота и страха тельмаринцев перед морем из-за его ассоциации с Асланом власть тельмарских королей до Каспиана Мореплавателя там была номинальной и губернатор превратился в некоронованного правителя, покровительствующего пиратам и работорговцам. Но от формальной лояльности королям Тельмарской династии губернаторы не отказывались и упоминали множество эдиктов и указов, присланных из Нарнии и которыми(как уверял губернатор Гумп) они руководствовались.
По данным Хроник, тельмаринцы чистого европеоидного типа, как и орландцы и первоначальные (до Великой Зимы и прихода тельмаринцев) нарнийцы.

### Восточное Море
Множество островов и архипелагов усеивают Восточное Море. Наиболее значимые из них: Гальма, Теревинфия, Семь Островов и Одинокие Острова. Императором последних является нарнийский король. Гальма является независимым герцогством, а Теревинфия — королевством. Обе страны славятся сильным флотом, гальмские моряки помогли Каспиану воссоздать нарнийский флот. Теревинфия славится как база пиратов.
На дальнем конце Восточного Моря география становится страшной (в священном смысле) и внушающей трепет. В Нарнийском мире небо встречается с землёй. Но за водопадом, падающим за край земли, лежит не только край, предел мира, но и Горы Конца Света, за которыми (или уже в которых) лежит Страна Аслана — Бога, создавшего все мироздание.

### Другие земли
К северу от Нарнии лежит Этинсмур и Земли Севера, населённые (из того что известно согласно Хроникам) разными родами великанов. Наиболее значимое поселение — замок Харфанг, народ великанов, живущий вблизи руин некогда великого города.
Земли к западу от Нарнии необитаемы после миграции тельмаринов в Нарнию, но именно на Запад лежит путь к Волшебному Саду, откуда некогда был взят плод Древа, из которого выросло иное Древо, защищавшее Нарнию.
Подземье расположено в глубоких пещерах под Землями Севера, Этинсмуром и частично Нарнией. Страна Бисм лежит в глубинах земли, ниже этих пещер.

## Обитатели

### Люди
Люди (на языке нарнийцев — сыновья Адама и дочери Евы) входили в Нарнию несколько раз с Земли. Они и их потомки населяют страны Нарнийского мира.

### Гномы
Аслан называл их «сыновьями Земли». Среди гномов существует как минимум две расы: чёрные гномы и рыжие гномы; различие, звучащее в названии — цвет волос и бороды. Рыжие гномы скорее поддерживали Аслана, чёрные — более самолюбивы и ориентированы на сопротивление, в частности поддерживали Белую Колдунью в период её правления, а Никабрик спустя много лет пытался воскресить её. Любопытно, что начиная с времен Каспиана гномы отличные лучники, хотя до этого они орудовали топориками и мечами. Гномы обычно курят крепкий трубочный табак, хотя некоторые (например Никабрик) некурящие.

### Говорящие животные
В Нарнии можно встретить прообраз многих животных нашего мира. Говорящие животные отличаются от своих «немых» собратьев речью, внешностью, психическими характеристиками и т. д. Одновременно с говорящими животными в Нарнии существуют и неговорящие, между этими двумя племенами грань дистанции, которая обычно не переходится.
При сотворении, когда Аслан дунул на первые пары животных, многие из них не только обрели разум и речь, но и изменились в размере. Мелкие животные (грызуны, птицы и небольшие млекопитающие) стали крупнее своих неговорящих сородичей, а самые крупные животные стали чуть меньше размером.
Кроме «обычных» говорящих зверей, существуют и волшебные существа — единороги и др. Также в стране есть полу-животные полу-люди: это кентавры, минотавры, фавны.
После появления Тельмарин некоторые животные перестали быть говорящими.

### Колдуньи
В книгах о Нарнии упоминается Белая Колдунья, некогда королева Чарна.
Белая Колдунья (Джадис, Ядис) появляется в двух книгах серии: «Племянник чародея», «Лев, Колдунья и Платяной Шкаф», мельком упоминается в книгах «Принц Каспиан» и «Серебряное кресло»
Джадис — последняя правительница мира Чарн, погубившая этот мир (об этом рассказывается в книге «Племянник чародея»); в Нарнию она попала из-за действий героя первой книги Дигори; также говорится (в книге «Лев, Колдунья и Платяной Шкаф»), что её прародительницей была Лилит, и что в её венах течёт кровь джиннов и великанов. Джадис выглядит очень высокой, прекрасной и холодной женщиной.
На момент событий, происходящих в книге «Лев, Колдунья и Платяной Шкаф», Колдунья держит в повиновении Нарнию на протяжении ста лет, сковав её вечной зимой. Именно с ней приходится сражаться четвёрке детей, попавших в Нарнию. Была убита в битве с Асланом.
В «Принце Каспиане» ведьма и оборотень говорили о возможности её возрождения.
В книге «Серебряное Кресло» описывается иная Колдунья — предстающая в образе Зелёной Дамы, способной превращаться в огромную змею. Происхождение её не совсем понятно, но рассказчик упоминает, что эта Колдунья так, как же та, что сковала Нарнию льдом происходит из группы «северных колдуний». Вопреки некоторым мнениям (связанным с неточным русским переводом и ошибке в приложениях к оригинальным изданиям книг Льюиса, противоречащей его тексту), это две разные колдуньи.
Среди обитателей Нарнии известны ведьмы, но это существа иного, несравнимо меньшего уровня, чем колдуньи.

### Мифические существа
Прочие обитатели Нарнии имеют прообразы в земной мифологии: Драконы, Дриады, Наяды, Менады, Пегасы, Фениксы, Сатиры, Морские змеи, Оборотни, боги рек, лесов (сам факт присутствия которых, как считают некоторые литературоведы, противоречит христианской картине мира, последовательно создаваемой Льюисом) и т. д.
Есть подобие ангельской иерархии — народ Звезд.

## Космология

### Астрономия
Созвездия неба Нарнии отличаются от земных. Упоминаются летние созвездия Корабль, Молот, Леопард. Северная полярная звезда неба Нарнии носит название Острие Копья и ярче Полярной звезды Земли. Принцу Каспиану показали сближение планет Тарвы, Лорда Победы, и Аламбиль, Леди Мира. Планеты видны в южной части неба (что исключает внутренние планеты)[прояснить], и сошлись на угловое расстояние меньше градуса. Такое сближение можно увидеть лишь раз в двести лет. На небе Нарнии ярко светит луна. Нарния обладает магнитным полем достаточной напряженности, чтобы можно было пользоваться магнитным компасом.

### Многомирие
Мир Нарнии — один из бесчисленных миров, в которые входит и наш мир, и мир Чарна. Миры эти соединяются посредством Леса-Между-Мирами. Это место с особой магией, для одних усыпляющей и умиротворяющей, для других опасной. Проникать из одних миров в другие через Лес-Между-Мирами возможно при помощи особых артефактов, сделанных из песка, происходящего из Леса-Между-Мирами.
Также упоминается, что все миры являются лишь «мирами теней»— а настоящие миры это отроги гор Аслана.

### Время
Посетители Нарнии заметили, что течение времени, в то время как они отсутствовали в своём измерении, ведёт себя абсолютно непредсказуемо. Обычно время в мире Нарнии течёт быстрее чем в их родном мире, но это не всегда обязательно. Исходя из того факта, что Аслан способен создавать переходы между Землёй и Нарнией, скорее всего, все другие порталы подвластны ему и он может контролировать их направления и течение времени. Это значит, что время должно течь в обоих мирах независимо друг от друга.

## Способы попасть в Нарнию
- Через Лес-между-мирами c помощью особых, обладающих магией возвращения жёлтых и зелёных колец, через магию таинственного вещества — песка, попавшего из самого Леса-между-мирами через портал в древнюю Атлантиду, из которого и были сделаны данные кольца. Так попали в Нарнию Дигори и Полли в первой хронике «Племянник чародея». Обратно в Лес-между-мирами Аслан перенес их сам без помощи колец. После приключений в Нарнии Дигори закопал кольца в саду. В последней книге серии «Последняя битва» герои хотели выкопать кольца, чтобы отправить Юстаса и Джил на помощь Тириану в Нарнию, однако ещё до того погибли и перенеслись в Нарнию по воле Аслана.
- Через платяной шкаф. Так попала сначала Люси, а потом и другие дети Певенси в Нарнию во второй хронике «Лев, колдунья и платяной шкаф». По возвращении детей Певенси в конце этой книги домой профессор Дигори Керк говорит, что теперь уже невозможно будет попасть в Нарнию через платяной шкаф
- Через пещеру на одном из необитаемых островов на Земле. Таким образом пираты попали в Нарнию и поселились в стране Тельмар.
- Если кто-то вызовет из Нарнии. Вызвать может Аслан или же тот, кто обладает Рогом Сьюзен. Так вызвал Каспиан X детей Певенси в хронике «Принц Каспиан». Обратно домой они вернулись через специально созданный Асланом портал, который одновременно перенёс пожелавших вернуться на Землю тельмаринцев в пещеру на необитаемый остров и детей Певенси на железнодорожную станцию, с которой их ранее вызвал Каспиан с помощью Рога Сьюзен.
- Через картину. В хронике «Покоритель зари», или Плавание на край света» Эдмунд, Люси и Юстэс попадают в Нарнию через картину, на которой изображено море и корабль, похожий на «Покоритель зари».
- Через каменную дверь на холме за школой Юстеса и Джил. Этот портал тоже был создан Асланом, когда он вызвал Юстеса и Джил к себе, в страну Аслана одновременно с их просьбой оказаться в Нарнии, чтобы спасить от шайки хулиганов в Экспериментальной Школе. Именно через эту дверь они и попадают в Нарнию и возвращаются обратно в книге «Серебряное кресло»
- Умерев в своём мире. В конце хроники «Последняя битва» большинство главных героев из Англии погибают в железнодорожной катастрофе и переносятся в истинную Нарнию (за исключением Юстеса и Джил, которые сначала попадают в обычную Нарнию, чтобы помочь королю Тириану в его борьбе против обезьяна Хитра и тархистанцев, пока не наступит приближающийся конец Нарнии).

Все описанные способы, кроме жёлтых и зелёных колец, являются непостоянными и, скорее всего, одноразовыми (исключением, возможно, также является, платяной шкаф, который, будучи, непостоянным порталом, тем не менее, позволил детям Певенси попасть в Нарнию и вернуться обратно из неё трижды). Также Аслан, как и профессор Керк упоминал, что в Нарнию нельзя попасть одним и тем же путём.

## Наиболее значимые события в истории Нарнии
1 год Аслан своей песней дает Нарнии жизнь, сотворяя звезды и солнце, земли и воды, природу и говорящих зверей. Дигори Керк и Полли Пламмер невольно приводят с собой в Нарнию нескольких чужаков, в том числе — Джадис, королеву Чарна и Франциска (Фрэнка), кэбмена. Дигори сажает Древо Защиты. Джадис бежит на север. Франциск I становится королём Нарнии.
180 год Принц Коль, младший сын нарнийского короля Франциска V, ведет своих соратников в незаселенную Орландию и становится её первым королём.
204 год Группа преступников бежит из Орландии через Южную Пустыню и основывает Тархистан.
300 год Тархистанская Империя сильно разрастается. Тархистанцы колонизируют земли Тельмара, расположенные к западу от Нарнии за горным хребтом.
302 год Нарнийский король Гейл освобождает Одинокие острова от дракона. Благодарные жители избирают его императором.
407 год Король Орландии Олвин Светловолосый побеждает Пира, двухголового южного великана, обратив его в камень. Так возникла Гора Пира — двуглавая вершина.
460 год Пираты из нашего мира случайно попадают в Нарнию и захватывают Тельмар.
570 год Примерно в это время жил заяц по имени Лунный Свет.
898 год Джадис возвращается в Нарнию под именем Белой Колдуньи и объявляет себя королевой Нарнии.
900 год Из-за чар Белой Колдуньи в Нарнии начинается столетняя зима.
1000 год В Нарнии появляются четверо Певенси. Предательство Эдмунда. Самопожертвование Аслана. Поражение Белой Колдуньи и конец Долгой Зимы. Питер становится Верховным Королём Нарнии.
1014 год Король Питер предпринимает успешный поход на северных великанов. Королева Сьюзен и король Эдмунд посещают двор Тархистанского Тисрока. Орландский король Лум находит своего потерянного сына принца Кора и отражает предательское нападение тархистанского царевича Рабадаша.
1015 год Четверо Певенси охотятся на Белого Оленя и исчезают из Нарнии.
1050 год Рам Великий наследует трон Орландии.
1052 год Примерно в это время жила королева Лебедь.
1998 год Каспиан I Завоеватель возглавляет поход тельмаринцев на Нарнию и покоряет её. Он становится королём Нарнии. Старые нарнийцы вынуждены скрываться.
2290 год Рождение принца Каспиана, сына Каспиана IX. Мираз убивает своего брата Каспиана IX и узурпирует трон.
2303 год Принц Каспиан бежит от своего дяди Мираза. Гражданская война в Нарнии. С помощью Аслана и Певенси, которых Каспиан призывает Волшебным Рогом королевы Сьюзен, ему удается победить Мираза. Каспиан воцаряется под именем Каспиана X.
2306 — 2307 годы Великое плавание Каспиана Х к Краю Света.
2310 год Каспиан Х берет в жены дочь волшебника Раманду.
2325 год Родился принц Рилиан.
2345 год Королева гибнет от укуса змеи. Рилиан исчезает.
2356 год Юстэс и Джил появляются в Нарнии и спасают принца Рилиана. Смерть Каспиана X.
2534 год Для защиты равнины Фонарного столба от частых разбойничьих набегов построены три сторожевые башни.
2555 год Обман Хитра (ослик, одетый в львиную шкуру, выдаётся им за Аслана). Тархистанцы проникают в Нарнию. Короля Тириана спасают Юстэс и Джил. Нарния захвачена тархистанцами. Последняя битва. Конец Нарнии.

## Техника и оружие
Арбалет — применялось тельмаринами в фильмах «Принц Каспиан» и «Покоритель Зари». В книгах отсутствует.
Лук — оружие, используемое для лучников. В книгах единственное дистанционное оружие. Нарнийские гномы искусны в стрельбе из лука. Лук также используют тельмарины и тархистанцы. Гальмские матросы Каспиана тоже неплохо пользуются луками — после их обстрела теревинфский пиратский корабль попытался бежать, но был взят на абордаж.
Меч — оружие для поражения врага. В Тархистане предпочитают кривой ятаган, в Нарнии,Тельмаре и Орландии — прямой обоюдоострый меч.
Копьё — основное древковое оружие. Применяется как пехотой, так и кавалерией, в том числе кентаврами. Используется и как охотничье оружие.
Кольчуга — основной доспех в мире Нарнии. За исключением тархистанских кольчуг, нарнийские, орландские и тельмарские (и возможно островные) кольчуги схожи. Отдельно стоят кольчуги гномьей работы, самые лучшие в мире Нарнии. Именно такими пользовались Питер и Эдмунд. Кавалеристы Тархистана и тельмарские воины Мираза и Каспиана поголовно носят кольчуги. Но если тархистанцы используют невысокие круглые шлемы со шпилем, обмотанные тюрбаном и маленькие круглые щиты, то остальные воины-люди предпочитают конические шлемы и треугольные щиты.
Бригандина — в фильме «Принц Каспиан» основной тельмаринский доспех вместе со шлемом-морионом и круглым или продолговатым щитом с «македонским солнцем». В книгах тельмарины носят обычные лёгкие кольчуги.
Боевой топор — наряду с луком любимое оружие гномов. Люди тоже его используют — Каспиан Мореплаватель при известии о пропаже сына чуть не зарубил лорда Дриниана боевым топором. Используется тархистанской кавалерией.
Станковый арбалет — оружие тельмаринов. Использовалось для поражения воздушных объектов и наземной живой силы.
Катапульта (требушет) — мощное оружие тельмаринов. Использовалось для разгромления нарнийцев. Встречалось в фильме «Принц Каспиан».
Швейная машинка — принадлежит Бобрихе в книге «Лев, колдунья и платяной шкаф».
Каменный жезл — оружие Джадис. Если направить жезл на живое существо и взмахнуть им, то существо окаменеет.
Кинжал — оружие для самообороны. В книгах им, в основном, пользуются девочки и женщины (Люси, Аравита и др.). Отец Рождество дарит его Люси вместе с волшебным бадьяном.